# Ataque preventivo (Star Trek: La nueva generación)
"Ataque preventivo" es el episodio número 176 de la serie de televisión de ciencia ficción Star Trek: La nueva generación y número 24 y penúltimo episodio de la séptima y última temporada.
Previo a la primera transmisión del episodio el 16 de mayo de 1994, TV Guide presentó un número retrospectivo especial dedicado a series de largo aliento. En ese número el episodio fue listado con título diferente (quizás un título de trabajo), "La buena pelea". Como el título del siguiente episodio, Todas las cosas buenas, también usaba la palabra "buena" los productores cambiaron el título del episodio..
"Ataque Preventivo" concluyó la trama envolviendo al personaje de Ro Laren. En este episodio el personaje recurrente Ro Laren (Michelle Forbes), una oficial de la Flota Estelar que había sido sometida a corte marcial y que apareció por primera vez en el episodio "Ensign Ro", encuentra su lealtad dividida entre la Flota Estelar y un grupo de combatientes de la resistencia quienes se oponen a la Unión Cardasiana, lo mismo que ella y sus compañeros Bajorianos hicieron alguna vez.

## Trama
Fecha estelar 47941.7. La  Enterprise está en ruta a una reunión acerca de la actual situación a lo largo de la frontera de la zona desmilitarizada entre Cardasia y la Federación. Mientras tanto, la recientemente promovida Teniente Ro Laren arriba a la cubierta Ten-Forward para asistir a una fiesta de bienvenida después de su reciente graduación de la clase de Entrenamiento Táctico Avanzado de la Flota Estelar.
La Enterprise responde a una llamada de auxilio de una nave de guerra cardasiana que se encuentra bajo ataque Maquis, una organización paramilitar de ciudadanos de la Federación que ha tomado las armas contra los Cardasianos. La Enterprise usa una descarga de torpedos de fotón que detona entre las naves maquis y los cardasianas, causando la detención de su ataque y retirada posterior. Más tarde la Enterprise tiene su encuentro con la nave de la clase Excelsior de la Vicealmirante Alynna Nechayev y ella expresa la preocupación de la Flota Estelar acerca de los Maquis, quienes están dañando el tratado de paz entre la Federación y los Cardasianos. Ella le indica a Picard que la Flota Estelar ha decidido infiltrar a los Maquis usando a Ro Laren.
Ro encuentra su camino a un bar donde ella es contactada por miembros de los Maquis. Después de verificar su historia de cubierta, ellos la aceptan rápidamente en sus filas. Ella se encariña con Macias, a quien Ro obviamente lo ve como una figura paterna. Alarmados por las noticias de los Cardasianos están armando a sus ciudadanos con armas biogénicas, los Maquis planean un ataque preventivo, sin embargo, Macias indica que están críticamente escasos de provisiones médicas. Ro se ofrece para robar los abastecimientos necesarios de la Enterprise, lo que logra con algo de ayuda encubierta de la tripulación de la nave.
Regresando a la Enterprise para un debriefing, Ro le cuenta a Picard el plan de los Maquis y este planifica una trampa mediante la manipulación de la paranoia de los militantes, esperando así eliminar o al menos dañar seriamente su organización. Aunque Ro es aproblemada por esto, ella regresa al planeta y es capaz de convencer al liderazgo Maquis de planificar un ataque al convoy que supuestamente transporta los componentes para el arma biogénica, de tal forma que la flota de la Federación pueda atacar desde una nebulosa cercana. Sin embargo, milicianos cardasianos disfrazados atacan a la comunidad de la cual es parte la célula Maquis, y Macias es asesinado. Agonizando, él le dice a Ro que su muerte no es importante ya que otros Maquis como ella darán un paso adelante y tomarán la carga de seguir combatiendo en su lugar.
Muy poco después una muy inestable Ro se encuentra con Picard, y ya que ella está dudando acerca de la misión, le solicita que la cancele, diciéndole que la célula Maquis a la cual ella pertenece no es militante y que incluso puede que no les atraiga el cebo del convoy falso. Picard decide enviar al Primer Oficial de la nave, el Comandante William Riker, de regreso a los Maquis junto con Ro, para vigilarla y asegurarse de que nada interfiera con la misión.
El día de la operación contra el convoy llega y a la medida de que los cazas de los Maquis se acercan a este, Ro decide que ella no puede seguir con la operación. Ella dispara un haz de partículas de baja intensidad en la nebulosa, exponiendo la fuerza de ataque de la Federación, y los Maquis interrumpen su ataque, frustrando el plan de la Flota Estelar. Con gran remordimiento, Ro le solicita a Riker que se disculpe en su nombre frente a Picard y se teletransporta a otra nave Maquis. De regreso a la Enterprise, Riker le entrega su informe a Picard en la sala de alistamiento del capitán, agregando que Ro parecía muy segura de su decisión, siendo su único sentimiento de culpa el hecho de haberle fallado a Picard. El episodio termina con Picard paralizado de la rabia por su traición.